# Protohistòria de la península Ibèrica

Llengües preromanes al voltant del 300 ae

Protohistòria de la península Ibèrica és la denominació historiogràfica del període inicial de la història antiga de la península Ibèrica, del final de la prehistòria de la península Ibèrica, o de la transició entre ambdues èpoques.
La protohistòria és el període del qual no hi ha fonts escrites directes (és a dir, produïdes directament per la societat protohistòrica), sinó indirectes (és a dir, produïdes per una altra societat, una societat que ja ha arribat a una fase històrica, en què es produeixen documents escrits), així com el període en què apareix per primera volta l'escriptura en cadascuna de les cultures o civilitzacions.
Tal fase protohistòrica, per a la península Ibèrica, es dona als últims segles del II mil·lenni ae i la major part del I mil·lenni ae, la qual cosa correspon amb el bronze final i l'edat del ferro. En aquestes èpoques, la relació dels denominats pobles colonitzadors de la Mediterrània oriental (grecs i púnics —fenicis i cartaginesos—) fou molt intensa a la Mediterrània occidental, i en concret amb l'"extrem occident" (la costa mediterrània peninsular, les illes i illots immediats —especialment propicis per a la localització de colònies—, l'arxipèlag Balear i, fins i tot, en molta menor mesura, les zones exteriors a l'estret de Gibraltar —costa atlàntica de la península Ibèrica i rutes atlàntiques cap al sud, incloent les Illes Canàries, i el nord—, que es va poblar de referències difuses en la mitologia (jardí de les Hespèrides, Illes Afortunades, columnes d'Hèrcules, viatge d'Ulisses —episodi amb Calipso a l'illa d'Ogígia—). Els corònims que designaven la zona (Hespèria, Ibèria…) es formaren en aquesta època com a exònims, en absència d'una denominació autòctona, que no existia més enllà dels topònims locals. Fins i tot els noms atribuïts als pobles indígenes (i la seva identificació) solien ser resultat de les categories dissenyades pels colonitzadors atenent als seus propis criteris.

## Fonts

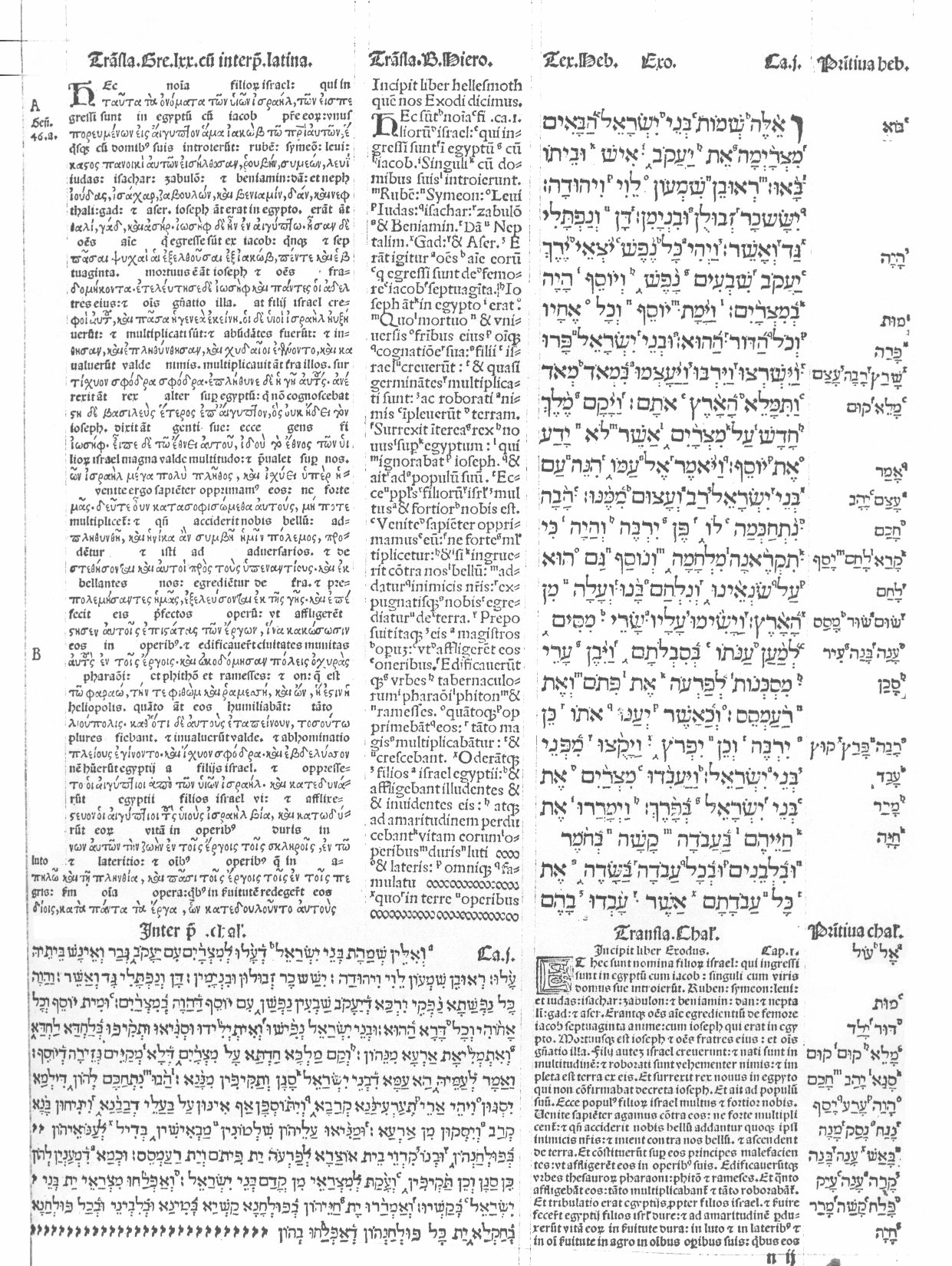
Edició trilingüe de la Bíblia
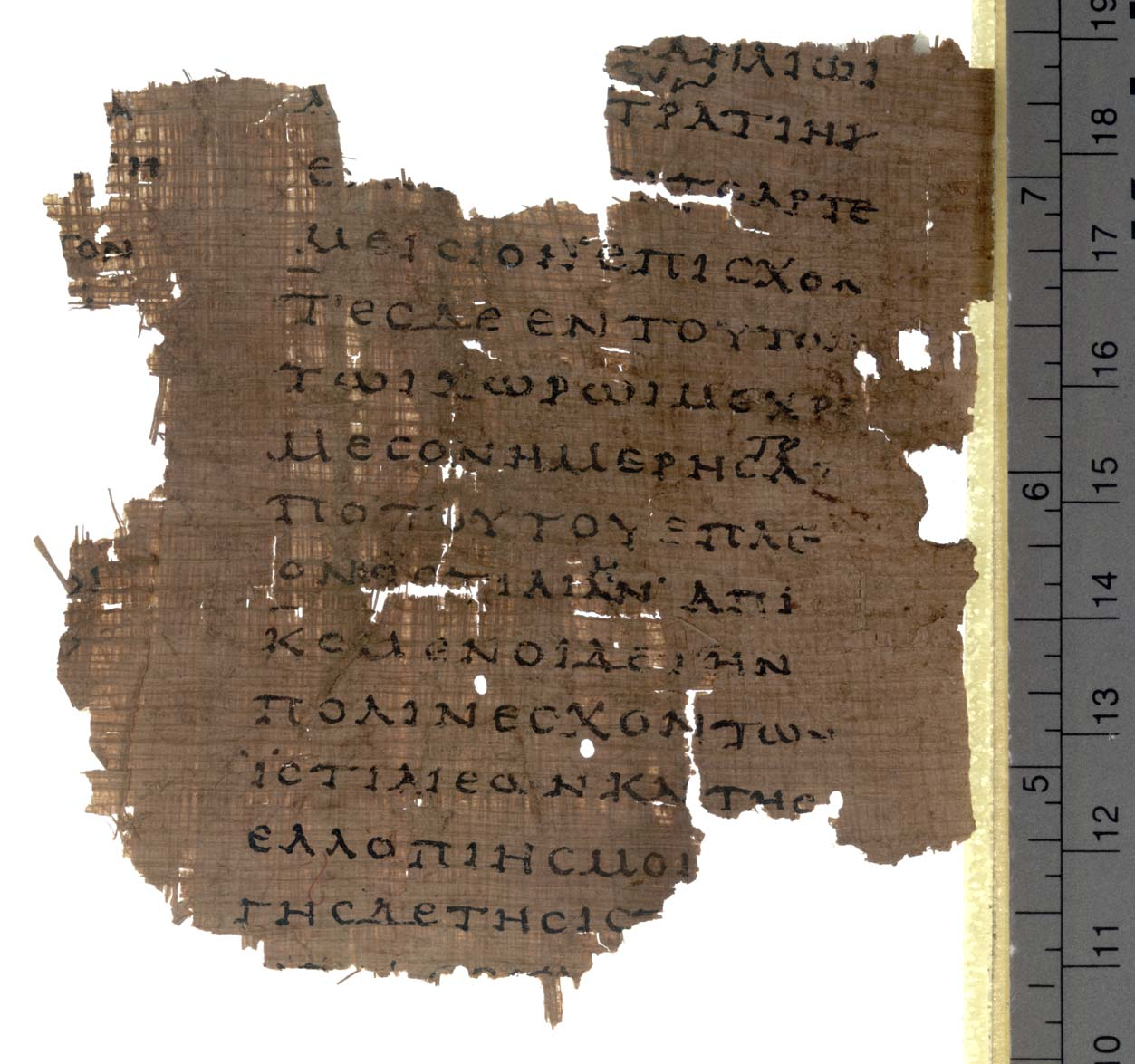
Fragment de les Històries d'Heròdot. La principal referència a la península Ibèrica es dona en el Llibre IV, capítol CLII
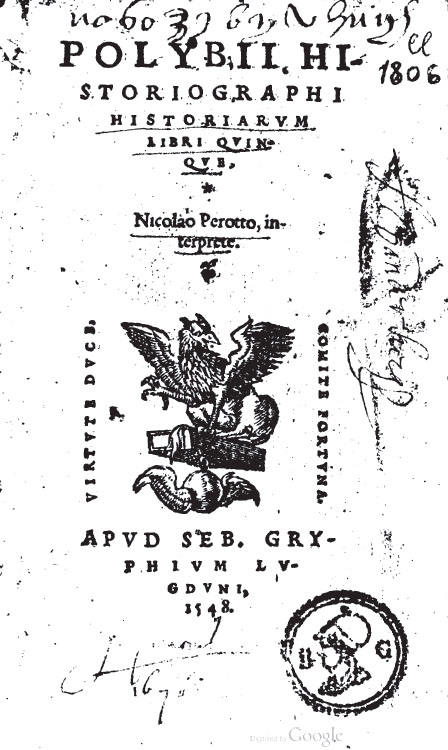
Edició moderna de les Històries de Polibi
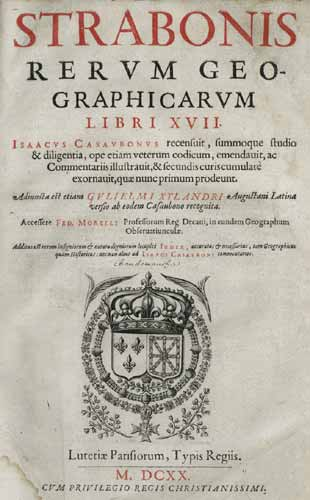
Edició moderna de la Geografia d'Estrabó. El llibre III es dedica a Ibèria: cap. I - La costa atlàntica, cap. II - La Turdetània, cap. III - El Tajo i la Lusitània, cap. IV - La costa mediterrània i la Celtibèria, cap. V - Les illes d'Ibèria
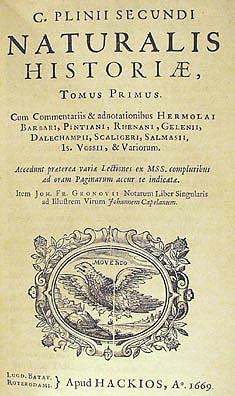
Edició moderna de la Història Natural de Plini el Vell. El llibre III és el que conté més referències a la península
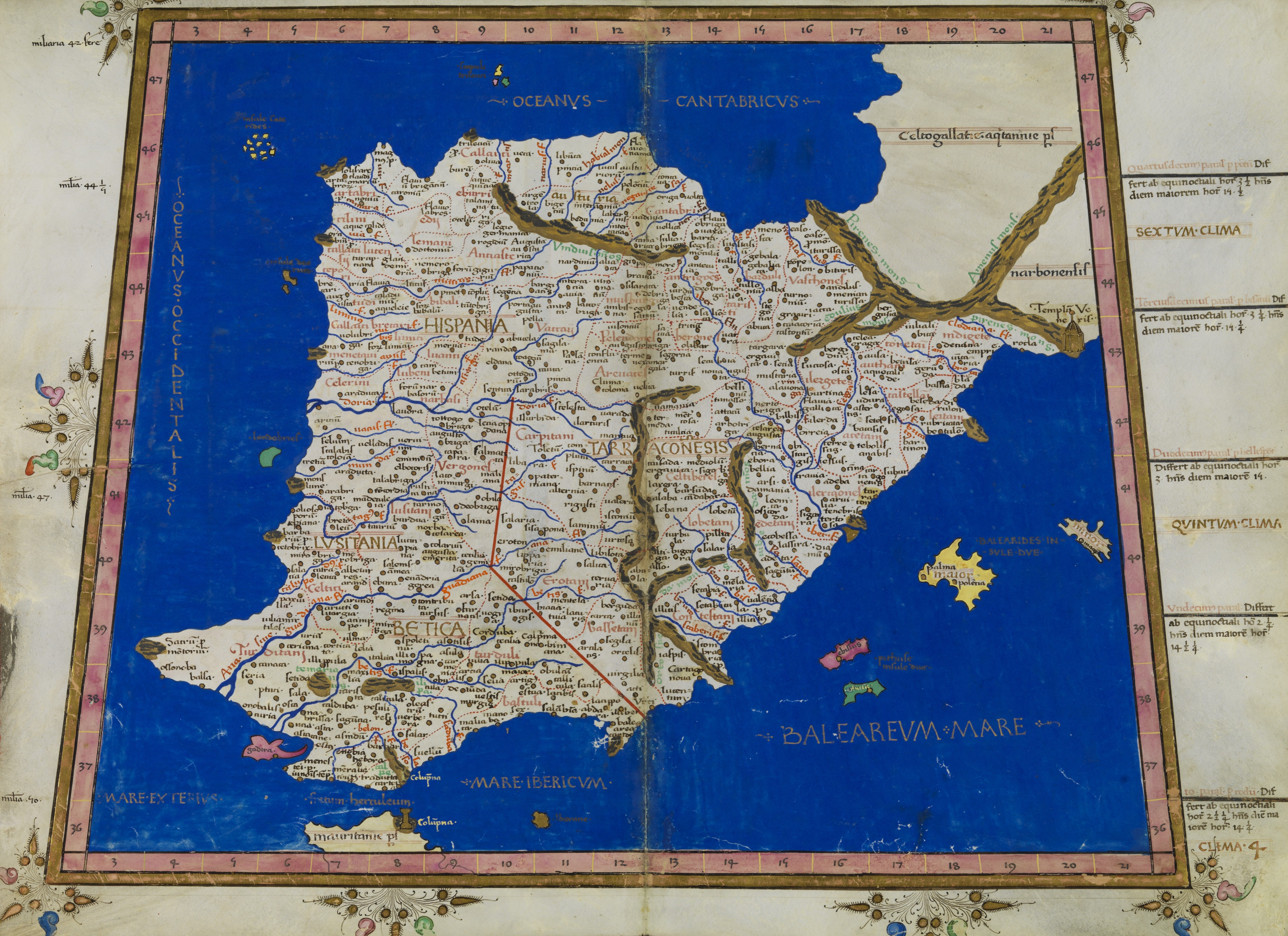
La península Ibèrica en la Geografia de Ptolemeu

## Pobles preromans
Atés que la romanització hi fou el procés decisiu, es denominen pobles preromans els que s'identifiquen com a pobles indígenes de la península Ibèrica anteriors a aquest procés. Els de la denominada àrea ibèrica (sud i est peninsular) foren els que més intensament reberen l'impacte de les colonitzacions grega i púnica, i són descrits com a "preindoeuropeus". A la zona sud-occidental es produí fins i tot el sorgiment (i desaparició) d'una entitat política de dimensió estatal: Tartessos. Els pobles de la denominada àrea indoeuropea (centre, oest i nord) estaven més aviat vinculats a l'àmbit cultural centreeuropeu conegut com a cèltic, encara que entre ells hi havia un notable cas de poble preindoeuropeu: els vascons.

### Tartessos
Tartessos és l'entitat política més antiga de la península Ibèrica sobre la qual hi ha referència escrita. Com a zona d'influència cultural (sense que puga entendre's com cap tipus de "frontera" política) s'estenia per una gran part del sud peninsular, fins als rius Tajo i Segura. S'ha arribat a considerar que possiblement serien dos els centres d'irradiació d'aquest ampli territori: a l'oest, el "Tartessos" identificat amb la desembocadura del Guadalquivir (el desaparegut Lacus Ligustinus entre Cadis, Sevilla i Huelva; i a l'est la ciutat de Mastia Tarseion, identificada amb l'actual Cartagena.

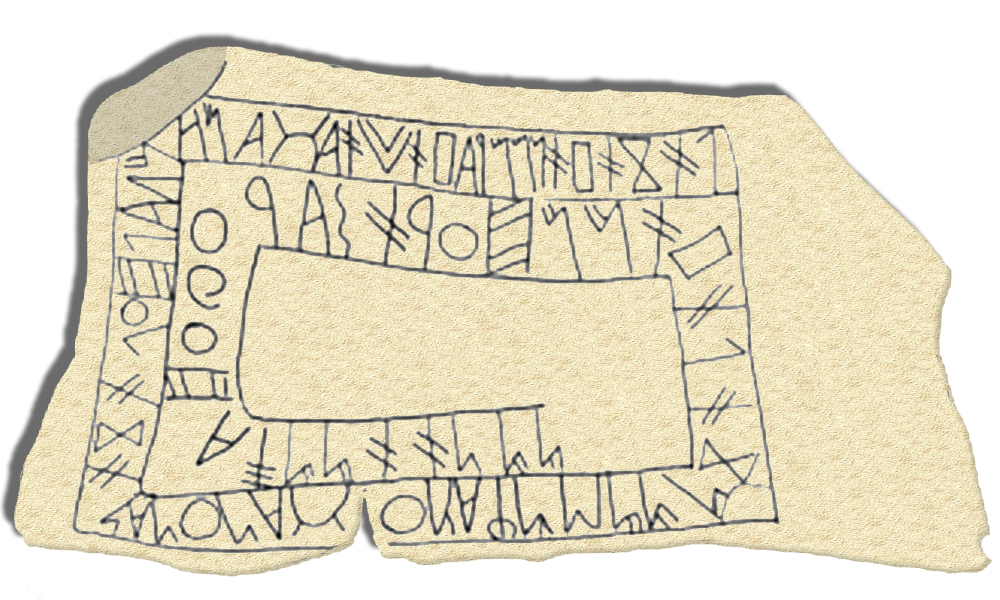
Escriptura tartèssia en una placa procedent de Fonte Velha, Bensafrim, sud de l'actual Portugal

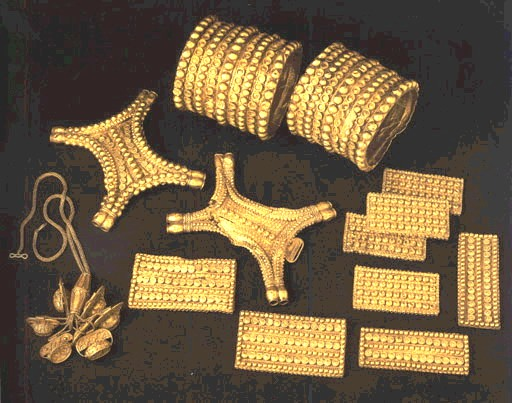
Tresor del Carambolo (trobat prop de l'actual Sevilla)

Davant la indefinició de les fonts semítiques (en absència de fonts fenícies -amb la possible excepció de l'estela de Nora-, les referències a Tarshish de la Bíblia), la part principal de la informació protohistòrica prové d'un limitat corpus de fonts gregues i romanes (les referències a Τάρτησσος i a Tartessus en Estesícor, Anacreont, Heròdot, Avié, etc. -s'ha arribat fins i tot a considerar l'Atlàntida de Plató-). La relació entre les troballes arqueològiques i aquestes referències protohistòriques es revisa constantment.
La civilització tartèssia es construí sobre una estructura socioeconòmica de base ramadera i agrària (les vaques de Gerió), a la qual després s'afegí l'explotació de mines de la zona (la plata que dona nom al rei Argantoni). L'auge d'aquesta cultura tingué lloc entre els s. IX i VII ae, coincidint amb l'etapa en què els fenicis s'establiren en factories costaneres per a l'adquisició de metalls a canvi de productes elaborats adquirits per l'elit tartèssia com a productes de luxe i prestigi.
Aquests intercanvis contribuïren a l'expansió de la societat autòctona. Modificaren els ritus funeraris tartessis i, probablement, accentuaren l'estratificació social. Hi ha proves que indiquen que l'aristocràcia tartèssia explotà la població que treballava a les mines i als camps en el seu propi benefici.
A partir del s. VI ae, Tartessos desapareix de les fonts escrites, i la cultura material entra en una etapa de decadència. S'hi han adduït des de causes externes, manifestades de forma violenta (la imposició -a partir de la batalla d'Alalia- de la colonització territorial cartaginesa, que hauria destruït Tartessos, bé físicament com a ciutat, o bé com a entitat política); fins a causes endògenes, manifestades gradualment (esgotament de les vetes de mineral aprofitables, que hauria eliminat el comerç colonial fenici i hauria portat les cultures nadiues de nou a una economia exclusivament agrícola i ramadera).

### Ibers

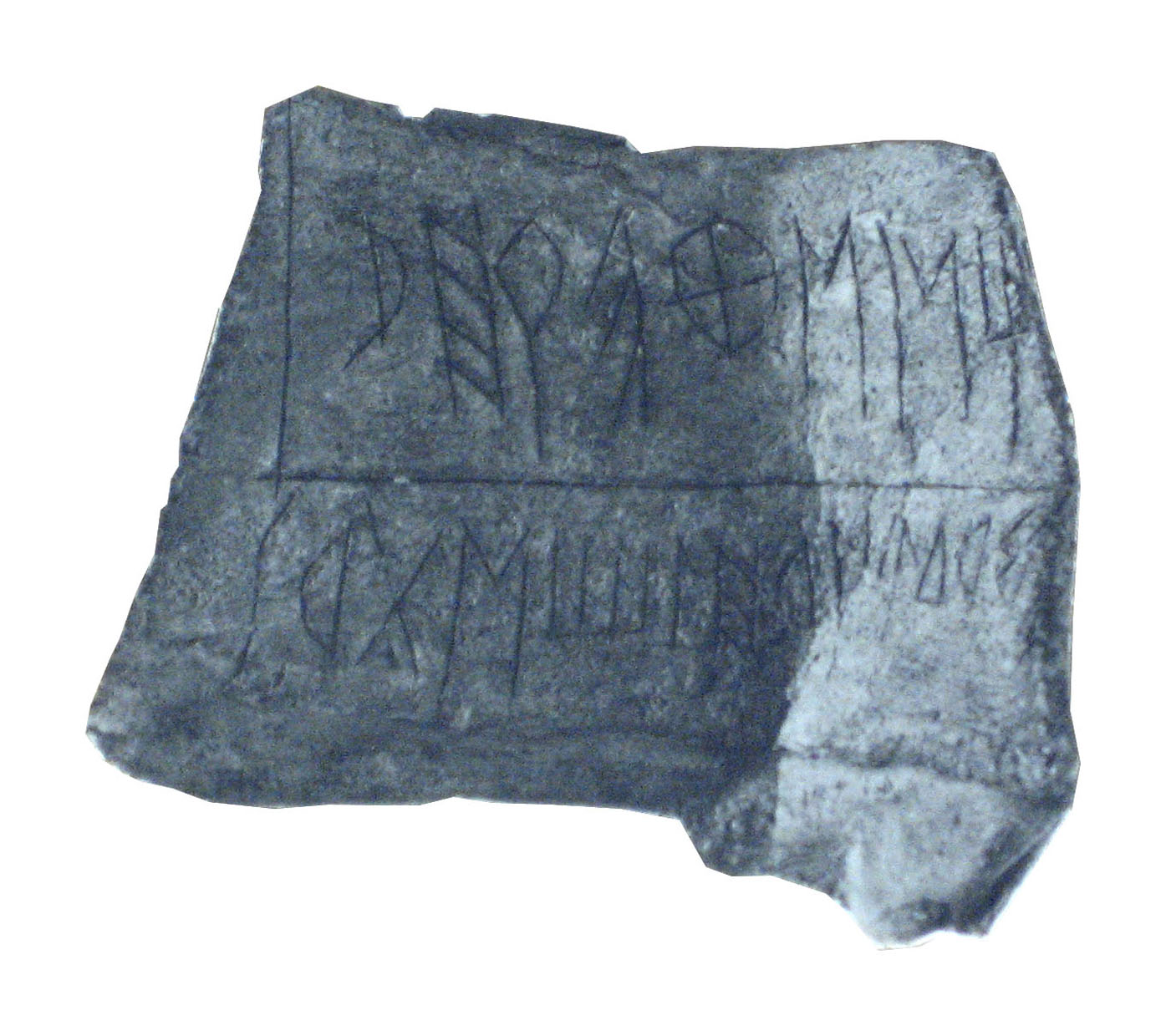
Placa de plom del poblat ibèric de la Penya del Moro (Collserola)

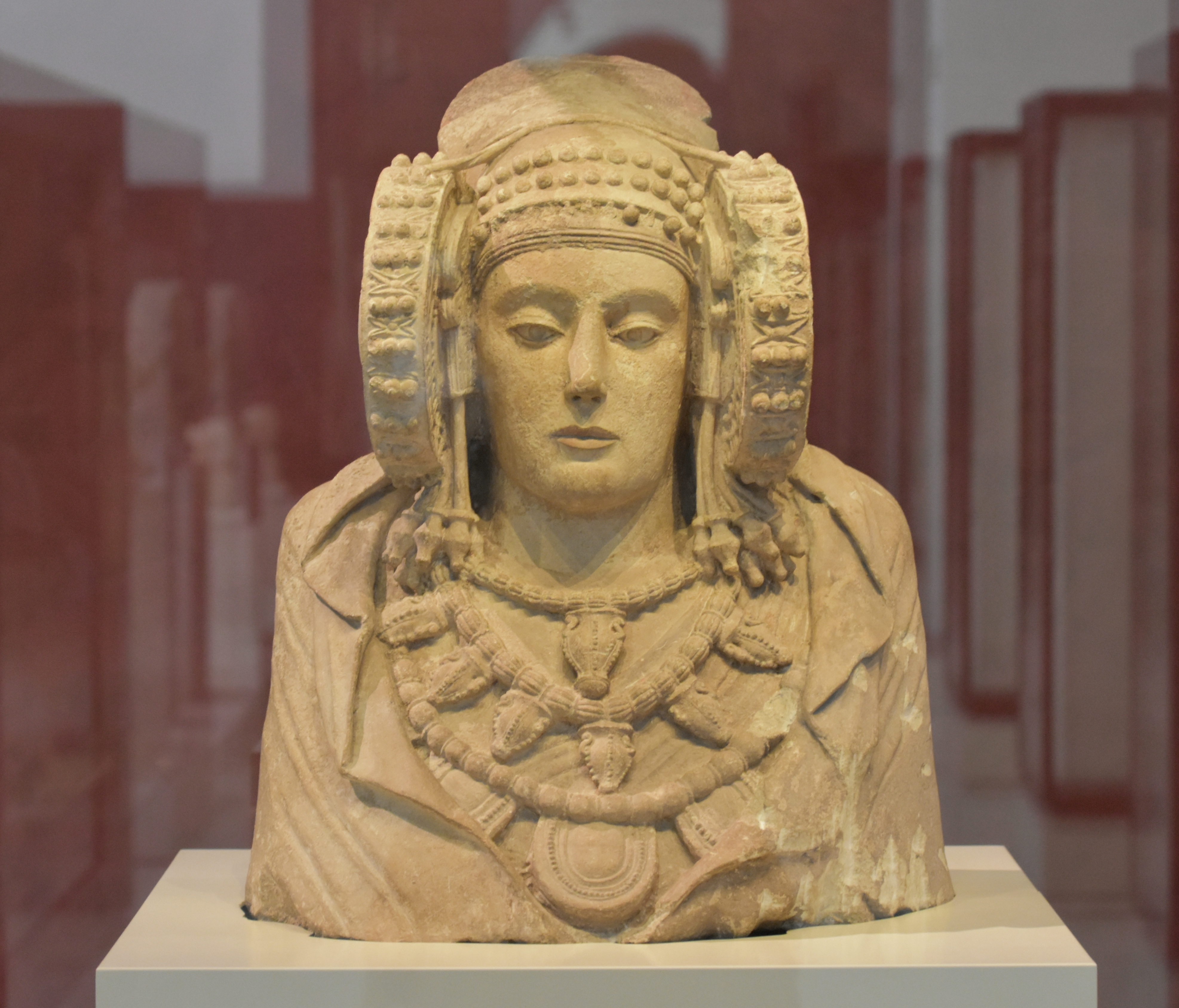
La dama d'Elx (Museu Arqueològic Nacional de Madrid). Des del seu descobriment ha estat considerada l'obra més important de l'art ibèric. Possiblement la seva funció era funerària, en disposar d'una cavitat posterior destinada a dipositar cendres

Els pobles denominats "ibers" se situen en tota la franja costanera mediterrània, des dels Pirineus fins a Cadis, incloent les valls de l'Ebre i el Guadalquivir. Les influències culturals de grecs i cartaginesos, se superposen sobre uns trets bàsics, relativament homogenis, que procedeixen d'una evolució autòctona de les cultures del bronze peninsular: poblats fortificats de grandària variable, des de ciutats a llogarets, sovint en pujols i alterons, economia agrícola i ramadera, comerç amb productes artesans i minerals que intercanviaven amb els colonitzadors.
Entre els s. V i III ae, els diferents pobles ibers van adquirir graus de desenvolupament social i polític. La major part tenien una elit dirigent aristocràtica que controlava la producció de la pagesia i imposava el seu domini mitjançant la força militar, com mostren els aixovars funeraris, carregats d'armes (la famosa falcata ibèrica) i amb iconografia exaltadora dels valors guerrers. En certs pobles s'instituí el mandat personal d'un líder o regulus. La conquesta de cartaginesos i romans n'impedí el desenvolupament i els sotmeté al domini per força.
La llengua ibera s'utilitzà en l'escriptura amb alfabets derivats del grec i el fenici, i el seu coneixement està progressant, tot i que encara només se n'han desxifrat alguns fragments. La seua cultura va crear ritus religiosos i funeraris característics. En determinats nuclis que s'expandiren com autèntiques ciutats, es va donar la planificació urbana. Entre les mostres artístiques que es conserven, destaca l'escultura (dama d'Elx, dama de Baza, turó dels Sants o la Bicha de Balazote).

### Celtes i celtibers

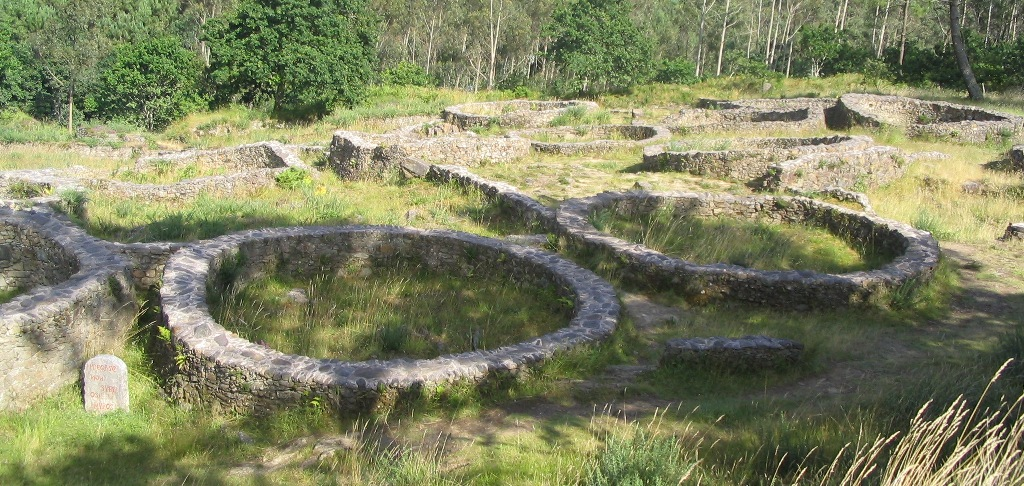
Castre galaic

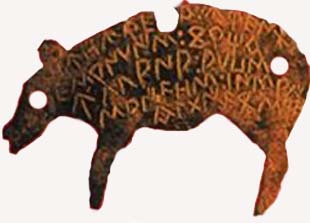
Téssera celtibera d'hospitalitat procedent d'Uxama

El centre, nord i oest de la península va acollir pobles de llengües indoeuropees, procedents del centre d'Europa (idioma protocelta), com testifica la toponímia de les diferents zones (amb alguns enigmes sense resoldre, com les inscripcions lusitanes). Les restes arqueològiques són dispars i de difícil interpretació, i la major part de la informació sobre aquests pobles procedeix de les fonts romanes, en alguns casos d'historiadors que acompanyaven els exèrcits en les campanyes de conquesta.
Els celtes de la península eren, en realitat, un conjunt de molt diverses ètnies, conformats en unitats independents, de molt divers desenvolupament polític i cultural, i enfrontats molt sovint entre si. Eren pobles amb economia agrària, que s'agrupaven en confederacions de tipus tribal i amb grups aristocràtics. S'establien en poblats petits però molt ben fortificats (com els castres galaics), amb una metal·lúrgia del ferro avançada i una artesania tèxtil molt apreciada pels romans (que a l'hora d'exigir pagaments, sol·licitaven mantes de llana). Els celtibers, el conjunt de pobles situats a l'entorn de la serralada ibèrica, eren els que mantenien un major contacte cultural amb els pobles ibers. Per contra, la franja cantàbrica allotjava pobles de més llunyania (àsturs i càntabres); i els vascons i altres pobles del grup aquità eren preindoeuropeus (de llengües més properes a les ibèriques).

## Pobles colonitzadors
Els contactes inicials dels navegants procedents de la Mediterrània oriental amb la península es limitaren a petits i efímers assentaments, continuant sense grans diferències la connexió que des de feia mil·lennis es mantenia entre ambdues zones mediterrànies. Les primeres factories de fenicis i grecs foren d'aquest tipus: promontoris o illots propers a la costa, la principal funció n'era proporcionar el millor refugi possible per a naus, magatzems i expedicionaris mentre mantenien intercanvis comercials amb la població local. La continuïtat i intensificació de la relació feu estables les instal·lacions i la presència de pobladors (ja "colons") i evidencià els avantatges d'assegurar-se el monopoli del control de l'eixida de les riqueses mineres amb rutes de navegació en benefici les seues metròpolis. Així i tot, fins a molt més tard, no pretengueren establir-se dins del territori peninsular.

### Fenicis

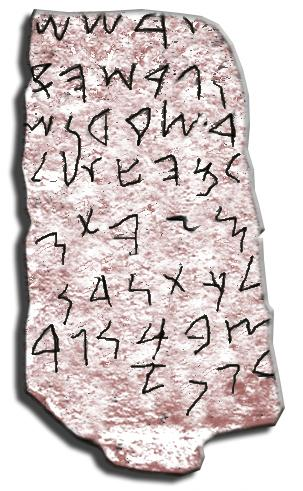
Estela de Nora. La possible lectura "Tarshish" (BTRŠŠ) pertany a la primera línia (s'escriu de dreta a esquerra, i només s'aprecien completes les tres últimes lletres)

L'aparició de les colònies fenícies a la Mediterrània occidental coincideix amb l'expansió d'aquest poble oriental per tota la Mediterrània cap al s. XII ae, amb el seu centre principal a la colònia africana de Cartago. La presència fenícia està limitada a la península Ibèrica a la costa andalusa i a una limitada zona d'influència interior, associada a Tartessos. Als tiris se'ls atribueix la fundació de Gadir (actual Cadis), en una data molt primerenca (80 anys després de la Guerra de Troia, la qual cosa podria situar-se en el 1100 ae). Aquesta ciutat, prestigiada amb el temple de Melcart, hauria estat la principal font del comerç fenici amb Tartessos.
Encara que hi ha objectes més antics, només s'han trobat assentaments fenicis a partir del s. VIII ae a les costes de Màlaga, com la mateixa Malaka o el Turó del Villar, i Granada. Eren assentaments comercials que s'usaven per a traficar amb els centres de producció de metalls de l'interior de la península, tot i que també és probable que mantingueren una economia agrària autosuficient. Probablement foren ells els qui van introduir la metal·lúrgia del ferro, bastant complexa, i el torn de terrissaire.

### Grecs

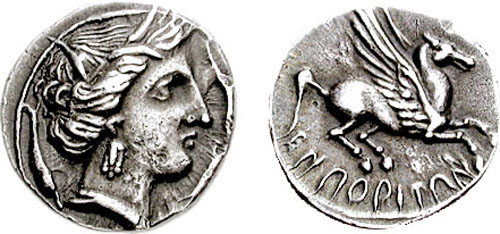
Moneda grega d'Empúries

Respecte als grecs, que denominaven Iberia la península, s'han trobat prou objectes, principalment atuells ceràmics, al territori de Tartessos, però només a partir del s. VI ae són prou abundants com per pensar que foren els grecs els qui els van introduir, fonamentalment pel port de Huelva. És possible que reemplaççaren els fenicis en aquesta tasca, aprofitant-se de la seua creixent decadència.
Se citen nombroses colònies gregues en els textos, però de la majoria no se'n conserva cap resta. És probable que foren enclavaments ibers o fenicis usats pels navegants grecs per a pernoctar, aprovisionar-se i comerciar amb els pobles indígenes de l'interior, i als quals acabaren per donar els seus noms grecs. Els arqueòlegs situen la major part dels enclavaments a la costa d'Alacant. L'únic assentament segur és el d'Emporion (Empúries, a la costa actual gironina), fundat pels colons de la ciutat grega de Massalia (Marsella, a la costa de l'actual Occitània) cap a l'any 600 ae. Molt aviat esdevingué una colònia pròspera, que realitzava intercanvis amb l'interior: els grecs proporcionaven terrissa, vi i oli a canvi de sal, espart i teles de lli. Entre els s. V i IV ae la colònia cresqué, es va emmurallar i es dotà d'una zona sagrada. La seua convivència amb els ibers fou, fins a l'època romana, bastant pacífica.
La influència grega sobre els pobles ibers s'evidencia en molts trets culturals, i fins i tot en l'adopció de l'alfabet; fins a tal punt que s'ha pogut denominar "mediterranització"el procés d'homogeneïtzació de les cultures indígenes peninsulars en l'àmbit cultural mediterrani.

### Cartaginesos

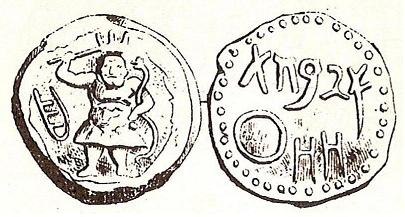
Moneda cartaginesa d'Eivissa

L'època de major presència púnica a la península Ibèrica fou entre els s. IX i III ae. L'estat cartaginés substituí les ciutats fenícies en el control de les factories comercials costaneres. El paper d'aquests establiments deixà de ser el mer intercanvi de productes ultramarins amb productes de l'interior per exercir una veritable funció directiva sobre la producció local, sobretot la metal·lúrgica dependent de les mines de Càstulo (actual Linares, província de Jaén). La influència sobre les cultures ibèriques fou progressivament major, la qual cosa es palesa en la ceràmica, els objectes funeraris, la introducció de certes millores en processos industrials i agrícoles, l'alfabet (en l'escassa epigrafia tartèssia i ibera) i la implantació de divinitats púniques com la dea Tanit (sobretot a Baria —Villaricos, província d'Almeria— i a Gades). Més enllà, la influència cultural que pogué exercir Cartago en la península sembla escassa.
Segons fonts clàssiques romanes, el general cartaginés Àsdrubal el Bell l'any 227 ae fundà la ciutat de Qart Hadasht (actual Cartagena), possiblement sobre un anterior assentament tartessi denominat Mastia Tarseion. Cartagena fou emmurallada i reurbanitzada i esdevingué la principal base púnica de la península.
La colònia d'Ebussus (Eivissa) fou un enclavament estratègic per al domini naval de Cartago a la Mediterrània occidental.